# Appiano Gentile

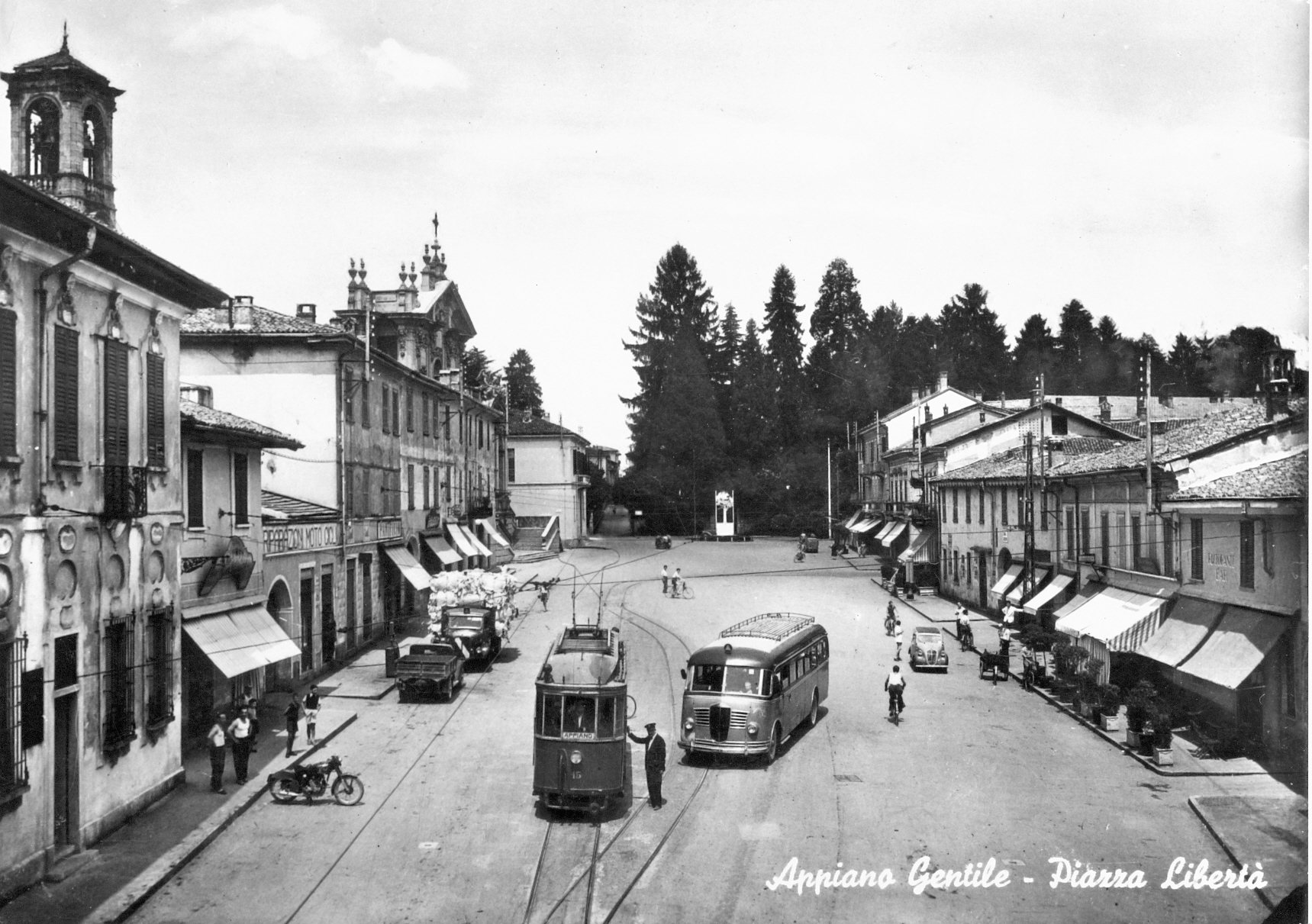
Piazza Libertà um ca. 1950

Appiano Gentile ist eine Gemeinde mit 7715 Einwohnern (Stand 31. Dezember 2023) in der italienischen Provinz Como in der Region Lombardei. 

## Geographie
Sie liegt etwa 35 km nordwestlich von Mailand, etwa 12 km südwestlich von Como und umfasst die Fraktion San Bartolomeo al Bosco.
Die Nachbargemeinden sind Beregazzo con Figliaro, Bulgarograsso, Carbonate, Castelnuovo Bozzente, Guanzate, Lurago Marinone, Lurate Caccivio, Oltrona di San Mamette, Tradate und Veniano.

## Bevölkerungsentwicklung
Daten von ISTAT

## Sehenswürdigkeiten
- Pfarrkirche Santo Stefano[2]
- Romanische Kirche San Bartolomeo al Bosco[3]